# Opolski Festiwal Skoków 2024
XVIII Opolski Festiwal Skoków – 18. edycja zawodów lekkoatletycznych, która odbyła się 26 maja 2024 roku na Stadionie im. Opolskich Olimpijczyków w Opolu. Zawodnicy brali udział w konkurencji skoku wzwyż.

## Wyniki
| Konkurencja              | 1. miejsce        | Wynik    | 2. miejsce                                 | Wynik  | 3. miejsce      | Wynik    |
| Skok wzwyż mężczyzn      | Norbert Kobielski | 2,26 m = | Douwe Amels                                | 2,23 m | Erick Portillo  | 2,23 m   |
| Skok wzwyż kobiet        | Maria Żodzik      | 1,90 m = | Tatiana Gusin                              | 1,86 m | Engla Nilsson   | 1,86 m = |
| Skok wzwyż juniorów U-20 | Patryk Pelc       | 2,08 m   | Michał Boczkowski-Lesiak                   | 2,04 m | Mateusz Rebejko | 2,00 m   |
| Skok wzwyż juniorek U-20 | Hanna Grabowska   | 1,74 m   | Aleksandra Dobkowska · Emilia Twardowska = | 1,74 m |                 |          |